# Алмами Мореира
Алмами Самори да Силва Мореира (порт. Almami Samori da Silva Moreira; Бисао, 16. јун 1978) је бивши фудбалер из Гвинеје Бисао.

## Каријера
Прве фудбалске кораке је направио играјући за мали португалски клуб Сакавененсе од 1990. до 1995. године. Тада је прешао у много познатију Боависту где је две следеће године играо за млађе категорије. Након истека омладинског стажа, Мореира је отишао на каљење у друголигашке тимове Гондомар, а затим и Жил Висенте. Играјући за ова два тима је стекао статус младог репрезентативца Португала. После две године, у сезони 1999–2000, Мореира се вратио у Боависту где је добио дрес са бројем 10. У променљивој сезони, Мореира је забележио 17 наступа у португалском првенству уз један постигнути гол. У наредној сезони, у којој је Боависта освојила прву титулу првака државе није наступио ни на једној утакмици.
Лета 2001. године, Мореира је прешао у белгијски клуб Стандард из Лијежа у којем је већ у првој години својим добрим партијама придобио симпатије навијача Стандарда који су га прогласили за најбољег играча тог клуба у сезони 2001–02. Мореира је у континуитету пружао добре партије и наредне две године, да би у августу 2004. године прешао у немачки клуб Хамбург као позајмљен играч уз могућност потпуног откупа уговора од стране Немаца. Међутим, Мореири није понуђен наставак сарадње па се он вратио у Лијеж где је одиграо још једну сезону. Након тога је наступао за Динамо из Москве и португалски Авеш где се није дуго задржао.
У јулу 2007. је потписао двогодишњи уговор са Партизаном. Врло брзо је постао водећи играч тима са којим је успео да освоји две дупле круне за редом, што се по први пут десило у историји клуба.
У јануару 2012. Мореира потписује за Војводину, а већ у децембру 2012. прелази у шпански клуб Саламанку.

## Трофеји

### Партизан
- Суперлига Србије (4): 2007/08, 2008/09, 2009/10, 2010/11.
- Куп Србије (3): 2007/08, 2008/09, 2010/11.